# Бронетанковий музей в Кубинці
Бронетанковий музей в місті Кубинка (офіційна назва Центральний музей бронетанкового озброєння і техніки в Кубинці) — один з найбільших у світі музеїв, що експонують бронетехніку різних видів та історичних періодів. Розташований в місті Кубинка, Московської області. Пропуск та правила поведінки в Музеї регулюються за законами й нормативними актами Збройних Сил Російської Федерації, зокрема переміщення відвідувачів і можливості фотографування обмежені адміністрацією Музею.

## Експозиція
Експозиція музею включає в себе велику колекцію танків, САУ, бронеавтомобілів різних країн світу, включаючи серійні машини і унікальні прототипи, наприклад надважкий танк «Маус» і «Об'єкт 279». Радянське бронетанкове озброєння і військова техніка зосереджені в чотирьох павільйонах:
- важкі танки і САУ;
- середні танки і САУ;
- легкі танки, гусеничні БТР, плаваючі танки і КШМ на їх базі, бронетанкова техніка і озброєння повітряно-десантних військ;
- бронеавтомобілі, бронетранспортери і бойові машини піхоти.

У павільйоні № 6 представлена бронетанкова техніка нацистської Німеччині. Техніка США і Великої Британії — в павільйоні № 5. Також представлена бронетанкова техніка Франції, Італії, Чехословаччини, Угорщини, Польщі, Швеції, Японії і Китаю (павільйон № 7). Музеєм налагоджено міжнародне співробітництво з обміну експонатами з установами аналогічного профілю в британському Бовінгтоні, німецькому Мюнстері і французькому Сомюрі.
У музеї представлено знаменитий надважкий (маса — 188 тонн) німецький танк Маус (нім. Maus), який зберігся в єдиному екземплярі. Також в музеї представлена 600-мм самохідна мортира Карл.

## Пошук та реставрація воєнно-історичної техніки
Співробітники музею проводять величезну роботу по відновленню історичних зразків бронетехніки аж до ходового стану, ведуть історичні дослідження по з'ясуванню походження і бойового шляху представлених експонатів. Ряд відновлених до ходового стану машин беруть участь у військово-історичних шоу, приурочених до різних річниць

## Начальники музею[3]
- Полковник Андрій Володимирович Зуєв (1972—1977)
- Підполковник О. Г. Мачулін (1977–30.11.1977)
- Майор Г. Д. Баличев (1.12.1977–28.4.1979)
- Майор В. Н. Лялючкін (28.4.1979–6.11.1979)
- Майор К. С. Сисин (18.10.1979–28.6.1982)
- Майор В. А. Шнітке (20.5.1982–20.8.1985)
- Підполковник Ю. П. Пучков (14.8.1985–18.7.1990)
- Майор Н. А. Масяченко (03.1991–0.7.1992)
- Майор М. В. Чобіток (12.7.1992–23.6.1993)
- Підполковник С. М. Смотров (23.6.1993–30.6.1996)
- Підполковник В. А. Нільмаер (8.10.1996–2003)
- Підполковник В. О. Рижов (2003—2007)
- Підполковник А. В. Сороковий (2007–н. ч.)

## Галерея
Танки відновлені в музеї [Архівовано 11 травня 2013 у Wayback Machine.]

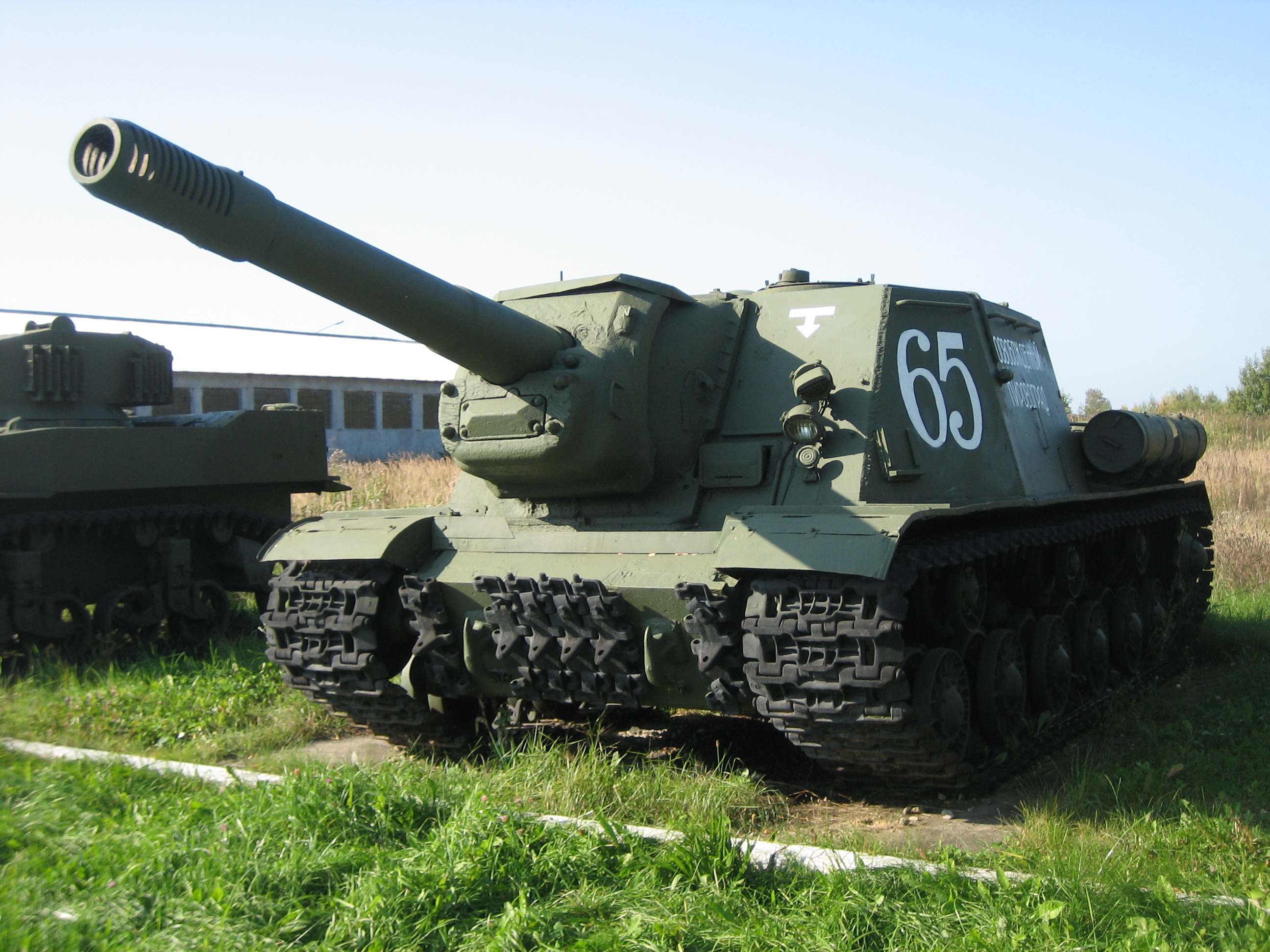
САУ ІСУ-152 у відкритій експозиції музею.
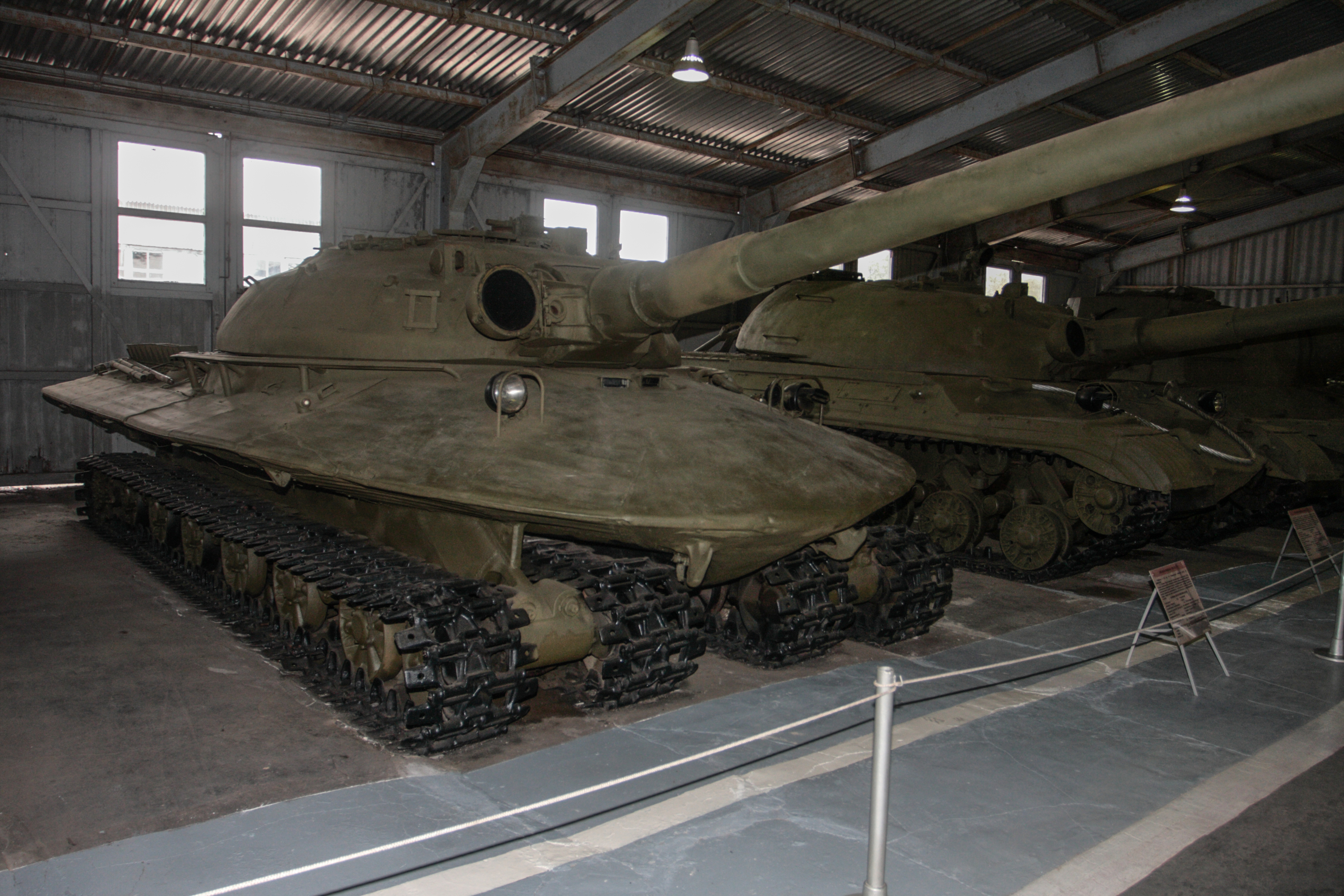
Дослідний важкий танк «Об'єкт 279» у виставковому павільйоні музею.
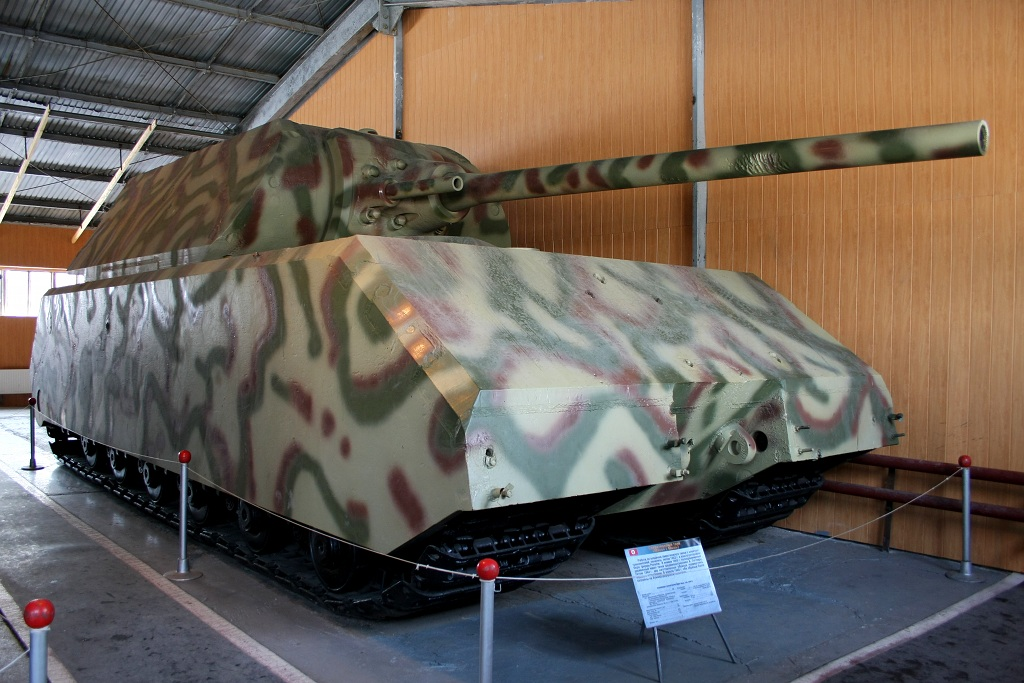
Єдиний існуючий екземпляр танка «Maus» (миша).
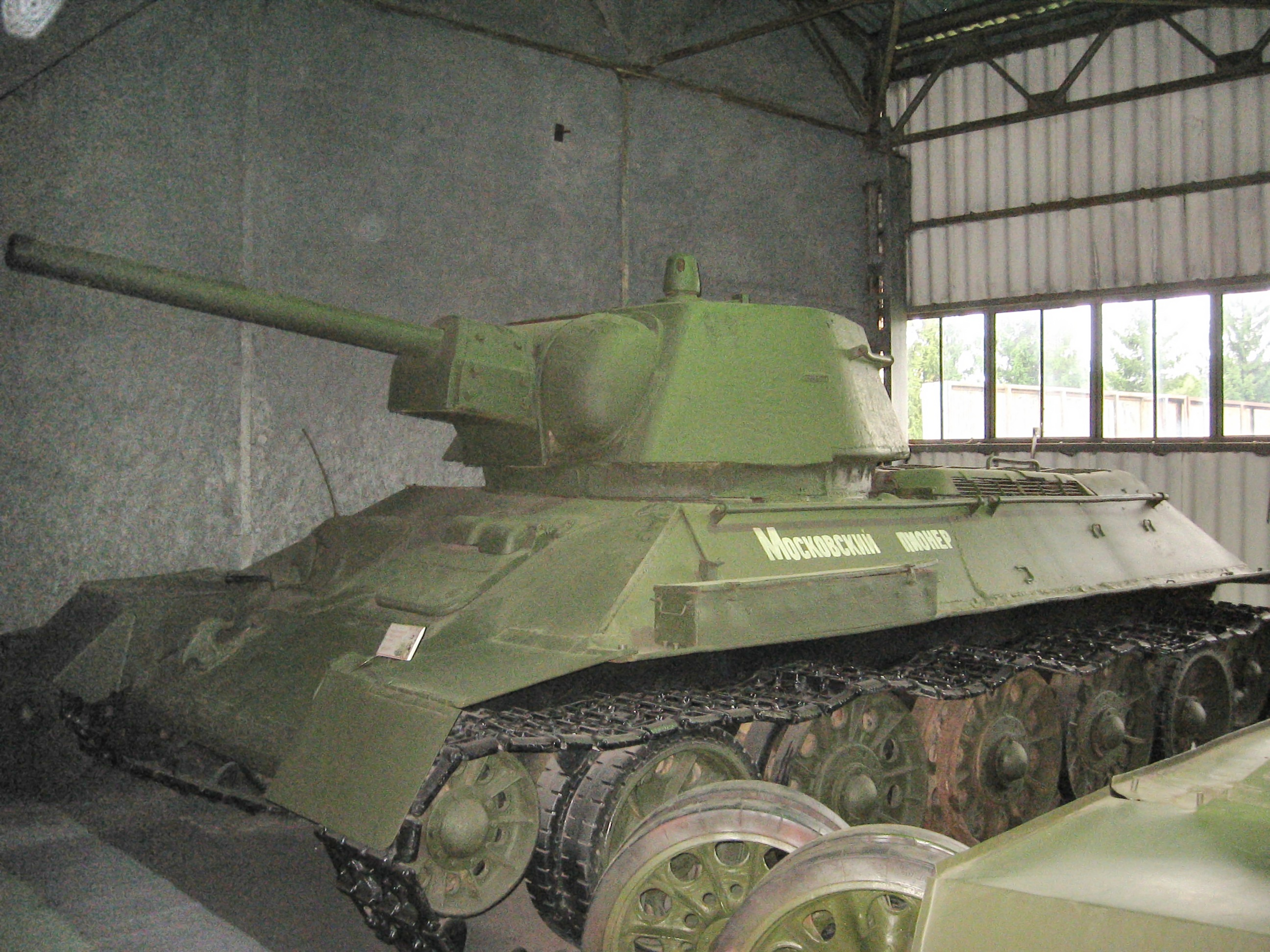
Т-34-76.
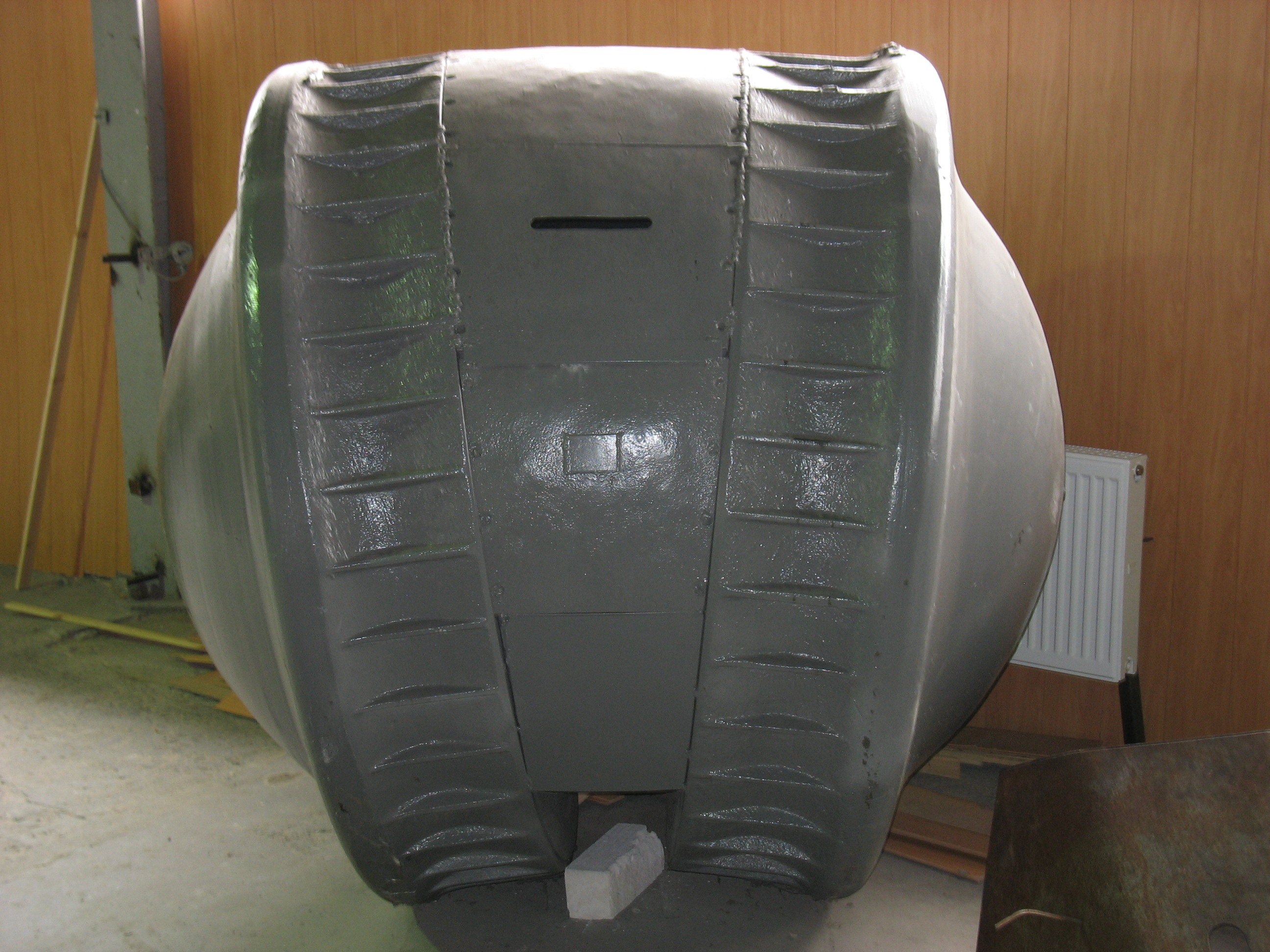
Машина спостерігача трофейний німецький екземпляр в Кубинці